# Poecilanthe ovalifolia
Poecilanthe ovalifolia é uma espécie vegetal da família Fabaceae.
Apenas pode ser encontrada no Suriname.